# Faro del Cabo Bojeador
El Faro del Cabo Bojeador también conocido como el Faro de Burgos, es una estructura de patrimonio cultural de Burgos, Ilocos Norte, que fue establecida durante la época colonial española en Filipinas. Se encendió por primera vez el 30 de marzo de 1892, y está situado en lo alto de la colina Nagpartian con vistas al pintoresco Cabo Bojeador donde los primeros galeones lo utilizaban para navegar. Después de más de 100 años, aún funciona como un faro de bienvenida a los barcos internacionales que entran en el archipiélago filipino desde el norte y los guía de forma segura lejos de la costa rocosa de la ciudad. El faro además marca el punto más noroccidental en Luzón.